# Zentrales Marinekommando
Das Zentrale Marinekommando war eine Höhere Kommandobehörde der Bundesmarine in Kiel. Es entstand am 1. Februar 1962 durch Umbenennung des bisherigen Kommandos der Marineausbildung unter gleichzeitiger Unterstellung des Schiffserprobungskommandos und von Teilen des Kommandos der Flottenbasis. Das Zentrale Marinekommando wurde am 1. Oktober 1965 in das neu aufgestellte Marineamt überführt.

## Aufgaben
Das Zentrale Marinekommando hat vom Kommando der Marineausbildung den Auftrag übernommen, die Ausbildung des gesamten militärischen Personals der Marine zu planen und zu leiten, die Ausbildung an allen Marineschulen zu koordinieren und die Ausbildungsvorschriften und den Jahresschulplan zu erstellen. Außerdem war es für Dienstvorschriften, Sanitätswesen und Organisationsfragen der Marine (STAN) zuständig.

## Organisation

### Führung
Das Kommando unterstand dem Führungsstab der Marine im Bundesministerium der Verteidigung. Direkter Vorgesetzter des Kommandeurs war der Inspekteur der Marine. Der Kommandeur hatte planmäßig den Dienstgrad eines Konteradmirals.
| Nr. | Dienstgrad        | Name               | Beginn der Amtszeit | Ende der Amtszeit | Bemerkungen                                    |
| --- | ----------------- | ------------------ | ------------------- | ----------------- | ---------------------------------------------- |
| 2   | Konteradmiral     | Albrecht Obermaier | Oktober 1964        | September 1965    | anschließend Amtschef Marineamt                |
| 1   | Flottillenadmiral | Adalbert von Blanc | Februar 1962        | September 1964    | zuvor Kommandeur Kommando der Marineausbildung |

Dem Kommandeur stand ein Stab mit allgemeinen und Fachabteilungen zur Seite. Dazu gehörten die Abteilungen Dienstvorschriften, STAN und die Marinefachbibliothek.

### Chefs des Stabes
- Kapitän zur See Gerhard Euling: von Februar 1962 bis April 1962
- Kapitän zur See Karl Hetz: von April 1962 bis Dezember 1962
- Kapitän zur See Wilhelm Verlohr: von Januar 1963 bis September 1964

### Unterstellter Bereich
Dem Kommando unterstanden eine Anzahl von Dienststellen mit fachlichen Aufgaben:
- Kommando der Schiffstechnik
- Kommando der Marinewaffen
- Kommando des Marineführungsdienstes
- Kommando des Marinesanitätsdiensts
- Schiffsübernahmekommando
- Kommando der Schulschiffe und Schulen, darunter
  - Marineschule Mürwik,
  - Marineunteroffizierschule
  - Marineversorgungsschule
  - Marineausbildungsregiment
- Stammdienststelle der Marine

## Verweise